# Angle Peak
Der Angle Peak ist ein rund 800 m hoher Berg an der Black-Küste des westantarktischen Palmerlands. Er ragt als weithin dominierende Anhöhe aus einem der Bergrücken auf der Condor-Halbinsel südlich der Einmündung des Cline-Gletschers in das Odom Inlet auf.
Der United States Geological Survey nahm 1974 eine Kartierung vor. Das Advisory Committee on Antarctic Names benannte ihn nach dem US-amerikanischen Ornithologen J. Phillip Angle von der Smithsonian Institution, der 1966 Vogelbeobachtungen an der Westküste Südamerikas und in Antarktika südlich der Marguerite Bay unternahm und die Ergebnisse seiner Studien 1975 gemeinsam mit seinem Kollegen George E. Watson (* 1931) im Buch Birds of the Antarctic and Sub-Antarctic (ISBN 978-0-87590-124-4) veröffentlichte.